# 大豆白粉菌
大豆白粉菌（学名：Erysiphe glycines）是属于白粉菌目白粉菌科白粉菌属的一种真菌，寄生在蝶形花科植物上。该种分布于中国、日本、美国等地。